# Jasper Lijfering
Jasper Lijfering (1993) is een Nederlands ondernemer. Hij is sinds 2016 eigenaar van Amsterdam Vintage Watches.

## Carrière
Lijfering volgde de opleiding tot juwelier aan de Vakschool Schoonhoven. Hij startte in 2010 zijn carrière in de horlogerie, toen hij op aanvraag horloges zocht en kocht voor klanten en tevens als onafhankelijke adviseur fungeerde.
Zijn ouders hadden sinds 1987 Amsterdam Vintage Watches & Jewelry, een juwelierszaak met antiquiteiten. In 2016 nam Lijfering de zaak van zijn ouders over en richtte zich vanaf dat moment enkel nog op de verkoop van exclusieve vintage horloges van merken als Rolex, Patek Philippe en Audemars Piguet. Hij veranderde de naam van zijn zaak in Amsterdam Vintage Watches.
Vice bracht in 2019 als onderdeel van de serie Nieuw Geld een video over zijn werk uit. Daarin ook te zien was hoe een klassieke Rolex Daytona werd verkocht aan de Amerikaanse tv-presentatrice Ellen DeGeneres voor een toenmalig recordbedrag van 750.000 dollar. In 2021 werd op Videoland de driedelige documentaire over Lijfering getiteld Time is Money uitgebracht.